# Таргетинг (медицина)
Таргетинг (англ. targeting) — направленный (англ. target — цель), целевой выбор мишени на молекулярном уровне лекарственным препаратом для воздействия на механизм развития патологического процесса.

## Описание
Таргетинг основан на современных знаниях о молекулярных механизмах функционирования клеток. Использование таргетных препаратов для лечения носит название таргетной терапии. Препараты таргетной терапии — это новый класс препаратов избирательного воздействия на патогенетически обоснованные молекулярные мишени, присущие, например, только опухолевым клеткам или очагам сосудистого поражения. В онкологии целями для воздействия таргетных препаратов являются рецепторы к эпидермальным факторам роста и факторам роста сосудов (рецепторы ангиогенеза); белки, осуществляющие проведение митогенных сигналов от рецепторных молекул; молекулы, контролирующие запуск и течение запрограммированной смерти клеток. То есть цели таргетных препаратов (при лечении онкологии) — это собственные белки организма, участвующие в процессах канцерогенеза и определяющие способность опухоли к прогрессии и метастазированию. Перспективная новая технология на основе таргетинга в генотерапии рака направлена на «выключение» (сайленсинг, англ. silence — молчание) генов, отвечающих за рост и деление раковых клеток на основе механизма РНК-интерференции (механизма ингибирования экспрессии гена на стадии трансляции с помощью малых интерферирующих РНК). В целом, молекулярными мишенями таргетной терапии выступают селективные маркерные биокомпоненты, содержащиеся в очаге поражения.